# Austroglanis sclateri
Austroglanis sclateri је зракоперка из реда Siluriformes. 

## Угроженост
Ова врста је наведена као последња брига, јер има широко распрострањење и честа је врста.

## Распрострањење
Ареал врсте је ограничен на мањи број држава. 
Врста је присутна у Јужноафричкој Републици, Лесоту и Намибији.

## Станиште
Станишта врсте су речни екосистеми и слатководна подручја. 